# Génotype
 (octobre 2020).
Si vous disposez d'ouvrages ou d'articles de référence ou si vous connaissez des sites web de qualité traitant du thème abordé ici, merci de compléter l'article en donnant les références utiles à sa vérifiabilité et en les liant à la section « Notes et références ».

Une molécule d'ADN : les deux brins sont composés de nucléotides, dont la séquence constitue l'information génétique.

Le génotype est une partie donnée de l'information génétique (composition génétique) d'un individu. Le génotype d'un individu est donc la composition allélique de tous les gènes de ce dernier. La définition de génotype sert également lorsque l'on considère la composition allélique d'un individu pour un nombre restreint de gènes d'intérêt. Par exemple, s'il existe deux formes du gène X : l'allèle Xa et l'allèle Xb, alors le génotype d'un individu pour le gène X peut être soit homozygote (Xa/Xa ou Xb/Xb), soit hétérozygote (Xa/Xb). L'être humain possède deux copies de chaque gène, donc potentiellement, 2 allèles différents au maximum (sauf en cas d'aneuploïdie, par exemple pour les cas de trisomie, où on trouve trois chromosomes, donc trois copies pour un même gène, comme dans le cas de la trisomie 21).

## Définition
Le génotype est l’information portée par le génome d’un organisme, contenu dans chaque cellule sous forme d’acide désoxyribonucléique (ADN). Porté par les chromosomes, il est localisé à l’intérieur du noyau chez les eucaryotes et dans le cytoplasme chez les procaryotes. Dans la molécule d'ADN, c'est la séquence des nucléotides qui constitue l'information génétique.
Chez l'être humain, on estime que le nombre de gènes est compris entre 25 000 et 30 000. Il existe pour une majorité de ces gènes plusieurs allèles dans la population. S'il existe trois génotypes différents possibles pour un gène existant sous deux formes alléliques, il est facile d'imaginer le nombre faramineux de génotypes possibles pour un individu. C'est pour cela que l'on dit que nous sommes tous différents : la probabilité que deux individus aient, au hasard, hérité des mêmes allèles pour tous leurs gènes est extrêmement faible voire impossible. Seuls les vrais jumeaux font exception à cette règle : étant issus de la même cellule œuf (zygote), ils sont donc exactement de même composition allélique.

## Relations génotype/phénotype
Au début du XXe siècle, William Bateson invente les termes Génotype et Phénotype. Il proposera le terme « génétique » en 1905 pour désigner la science de l'hérédité et de la variation.
Le génotype détermine les caractères d’un individu, constituant le phénotype, et se transmet de génération en génération.
Le phénotype est l'ensemble des caractères observables d'un individu, à toutes les échelles : macroscopique (la couleur des yeux), cellulaire (la concentration sanguine en hématies) et moléculaire (l'activité d'une enzyme). L'expression du génotype produit (en partie) le phénotype. Autrement dit, la composition allélique de chaque individu pour chaque gène va produire un phénotype particulier à chaque fois. Par exemple, la couleur de la peau peut varier suivant la composition allélique des individus pour les gènes impliqués dans la voie de biosynthèse de la mélanine (échelle moléculaire), le pigment qui colore la peau (échelle macroscopique). Les personnes de couleur noire possèdent des allèles codant des enzymes très actives pour la production de la mélanine, contrairement aux personnes de couleur blanche. Le génotype n'est pourtant pas seul responsable du phénotype : l'environnement y tient également une part non négligeable. Cette observation triviale peut être illustrée ainsi : à génotype égal (vrais jumeaux) si un enfant passe ses journées au soleil, en plein été par exemple, il bronzera (produira plus de mélanine), alors que son jumeau, qui préfère jouer à l'ombre, restera blanc. Le phénotype (couleur de la peau) sera donc différent à génotype égal.
La relation génotype-phénotype, malgré son apparente simplicité et l'extraordinaire essor qui en a résulté pour la science génétique, demeure un problème central de la biologie contemporaine. En effet, connaître le phénotype total (c'est-à-dire l'ensemble des phénotypes ou « phénome ») d'un individu demanderait de l'observer avec tous les outils d'analyse possibles et dans toutes les circonstances et environnements externes et internes possibles. Outre cette difficulté pratique de définir exhaustivement la relation génotype-phénotype, il en est une autre plus fondamentale : les 25 000 (environ) gènes humains ne suffisent certainement pas aux innombrables caractères phénotypiques d'un individu humain, c'est pourquoi le génotype produit seulement en partie le phénotype. L'autre partie peut résider en dehors des « gènes » classiques, par exemple dans des régions intergéniques exprimant des ARN (petits ARN non codants (ARNnc)) ou, alternativement, ne pas être génétique (non inscrite dans l'ADN) mais épigénétique (par exemple dépendante de l'état de la chromatine).
Waddington qui mit le terme épigénétique à l'honneur disait de manière visionnaire dès 1939 : « the appearance of a particular organ [is] the product of the genotype and the epigenotype, reacting with the external environment » (en français : « l'apparition d'un organe particulier [est] le produit du génotype et de l'épigénotype, réagissant avec l'environnement extérieur »)

## Génotype et hérédité
Chaque individu produit dans ses gonades des gamètes mâles ou femelles qui, en fusionnant, produisent, chez la femelle, un zygote/une cellule œuf, voué à donner un nouvel individu. La production de chaque gamète passe par deux divisions cellulaires successives originales, regroupées sous le nom de méiose. Lors de cette méiose, chaque parent réduit la quantité d'information génétique qu'il va donner à chaque gamète: on passe d'une cellule diploïde (deux copies de chaque gène, donc potentiellement deux allèles différents) à des cellules haploïdes (une seule copie de chaque gène, donc un seul allèle). Un gamète ne contient donc qu'une copie de chaque gène de l'individu parent. Un parent transmet donc tous ses gènes, mais pas toutes ses allèles (seulement un sur deux dans le cas d'un gène hétérozygote). Lors de la formation de la cellule œuf par fusion du gamète mâle et du gamète femelle, une cellule diploïde se forme, avec deux copies de chaque gènes, mais à la composition allélique remaniée, qui n'est ni celle du père, ni celle de la mère, mais un mélange des deux. Par exemple, si pour le gène X le père était homozygote Xa/Xa, et la mère homozygote Xb/Xb, alors l'enfant sera hétérozygote Xa/Xb, car chaque parent aura donné une version (un allèle) du gène X. Le génotype d'un enfant est donc le résultat du mélange d'une partie du génotype du père et de celui de la mère.

## Génotype et mutations
L'existence de plusieurs allèles d'un même gène est le fruit de mutations. Un gène code un produit (ARN ou protéine) qui a une fonction dans l'organisme. La séquence de ce gène n'est pas contrainte pour toutes les bases qui la composent, aussi certaines mutations dites "silencieuses" peuvent survenir sans provoquer d'altérations du fonctionnement du produit de ce gène. L'allèle ainsi créé (il est bien différent de l'allèle duquel il dérive, c'est donc un nouvel allèle) se propage dans la population par un mécanisme nommé dérive génétique. Parfois cette mutation rend le produit du gène plus efficace, ce qui confère un avantage sélectif à l'organisme qui porte cet allèle. S'il est avantagé par rapport aux autres membres de la population, il aura tendance à survivre plus longtemps, et donc à transmettre plus ses gènes : il y a donc sélection positive de cet allèle, et il se propage dans la population plus rapidement que par dérive génétique. Et en dernier lieu, cette mutation peut être délétère pour le fonctionnement du produit du gène, et est généralement contre-sélectionnée si son effet s'exprime, et nuit à l'organisme. En revanche, si cette mutation inactive l'allèle, le second allèle fonctionnel peut suffire à conserver un phénotype normal. Cette mutation est appelée récessive, car elle n'a pas d'incidence sur le phénotype à l'état hétérozygote. Elle peut donc se propager par dérive génétique. Cependant, quand deux individus porteurs de cet allèle délétère se reproduisent, ils peuvent tous les deux donner l'allèle muté (1 chance sur 4), ce qui provoquera un phénotype malade chez l'enfant.

## Génotype et maladies
Souvent, pour la caractérisation d'une maladie, on recherche quelle part y prend l'environnement, et la génétique. Certaines maladies sont uniquement liées à l'environnement (varicelle), et d'autres entièrement au génotype (maladie de Huntington). D'autres maladies sont dépendantes des deux composantes à des degrés divers (récemment il a été découvert une cause génétique à l'autisme). Il existe plusieurs méthodes pour déterminer si une maladie est d'origine génétique : on étudie des pedigrees, pour essayer de mettre en évidence une agrégation familiale de la maladie, signe de la transmission de l'allèle morbide au sein de la famille. Si la fréquence d'apparition de la maladie est plus élevé dans la famille que dans la population générale, ceci traduit une cause génétique. Lorsqu'on soupçonne fortement la maladie d'avoir une origine génétique, on essaye de localiser le gène responsable (étude de liaison avec des marqueurs génétiques : microsatellites ou SNP). Une fois le gène isolé et caractérisé, on peut étudier l'allèle délétère. La détection du génotype d'un individu, lors d'un diagnostic prénatal par exemple, permet d'estimer la probabilité qu'un individu contracte une maladie, et de mettre en place précocement un traitement approprié.

## Botanique
Chez les plantes, qui ne disposent pas de système immunitaire à base d'anticorps comme les humains, plusieurs génotypes différents peuvent « cohabiter » sans problème pour former un même individu. C'est pourquoi on peut greffer des plantes sans souci, alors qu'une lutte médicamenteuse continue est impérative pour assurer le maintien d'une greffe humaine et empêcher le rejet.
Ainsi, chez les plantes, il est courant que des mutations de bourgeons ou des infections virales modifient une partie du patrimoine génétique. Ce phénomène a été et est toujours à l'origine de sélection de cultivars très intéressants : poire Williams rouge par exemple ou espèces panachées (souvent d'origine virale).

## Le génotype est écrit en un langage universel
Lors de la transgenèse, l'organisme receveur est capable d'exploiter l'information génétique détenue par le transgène (gène transféré). En effet, cet organisme va exprimer le caractère contrôlé par ce transgène : l'information génétique est inscrite dans l'ADN de ce transgène selon un mode universel.